# Mastigodryas pulchriceps
Espèce
Synonymes
- Masticophis pulchriceps Cope, 1868
- Herpetodryas reissi Peters, 1868
- Coluber fasciatus Rosén, 1905

Mastigodryas pulchriceps est une espèce de serpents de la famille des Colubridae.

## Répartition
Cette espèce se rencontre :
- en Colombie ;
- en Équateur ;
- au Pérou.

## Description
Dans sa description Cope indique que le spécimen en sa possession mesure 53 cm mais précise qu'il ne s'agit probablement pas d'un adulte. Son dos est gris ardoise foncé et présente une série de taches noires s'étendant de la nuque, qui est marquée d'un collier, jusqu'à la queue. Sa face ventrale est gris ardoise foncé. Le dessus de sa tête est brun foncé tacheté de brun clair.

## Publication originale
- Cope, 1868 : An examination of the Reptilia and Batrachia obtained by the Orton Expedition to Equador and the Upper Amazon, with notes on other species. Proceedings of the Academy of Natural Sciences of Philadelphia, vol. 20, p. 96-140 (texte intégral).